# トヨタ・GRエンジン
トヨタ・GRエンジンとは、トヨタ自動車のV型6気筒ガソリンエンジンの系列である。バンク角は60度。
2003年12月に登場したクラウン（S180系、12代目）に搭載され、翌年の2004年11月にはマークXにも搭載され、かつての直列6気筒の JZ型 と、V型6気筒の VZ型 MZ型 の後継エンジンとなった。
2005イヤーモデルのレクサス・GSに搭載される形で3.5リットルの2GR-FSEが登場、同年10月にはクラウンのマイナーチェンジに伴い、アスリート系の上級グレードに2GR-FSEが搭載されている。当初、国内では無鉛プレミアムガソリン仕様のみだったが、ユーザー間ではパワー向上よりも経済性を重視する声が増えてきたことや、レギュラーガソリンでも充分な出力を得られることから、一部レギュラーガソリン仕様が登場した。

## 系譜
- エンジン型式一覧の自動車用エンジンの系譜を参照。

## バリエーション

### 1GR

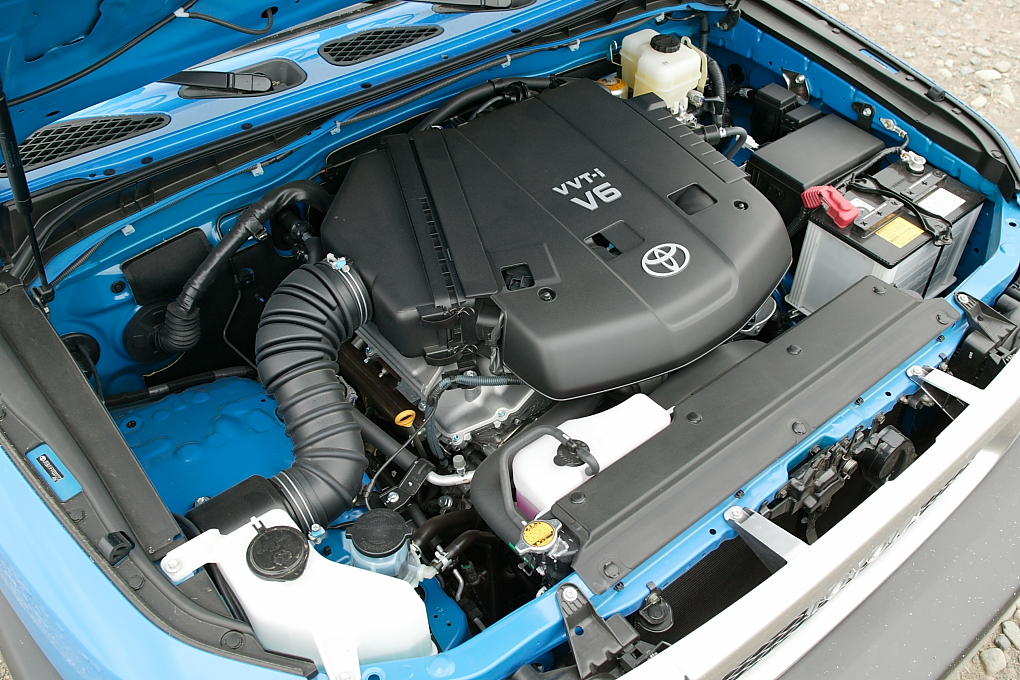
1GR-FE
- タイプ　BEAMS V型6気筒 DOHC 24バルブ VVT-i / Dual VVT-i
- 排気量　3,955 cc
- 内径φ94.0 mm×行程95.0 mm
- 圧縮比　10.0 / 10.4

＜出力・トルク（日本仕様）＞
- (1) 183 kW (249 PS) /5,200 rpm 380 Nm (38.8 kg-m) /3,800 rpm (プレミアムガソリン仕様)
- (2) 203 kW (276PS) /5,600 rpm 380 Nm (38.8kg-m) /4,400 rpm (レギュラーガソリン仕様)

＜搭載車種＞
- ハイラックスサーフ - GRN21#W
- ランドクルーザープラド - GRJ12#W
- FJクルーザー - GSJ15W
- ランドクルーザー70系 - GRJ7#K
- フォーチュナー （海外仕様）
- タンドラ （海外仕様）
- ランドクルーザー　（海外仕様）
- セコイア　 (海外仕様）
- タコマ （海外仕様）
- ハイラックス （海外仕様）
- 4RUNNER （海外仕様）

GR型で最初にデビューしたエンジン。この4.0リットル仕様は主にSUVとライトトラックに搭載されるため、他のGR系エンジンに比べ、最高出力よりも低・中速のトルク特性や耐久性に重点が置かれた設計がなされている。2009年9月に発売された150系ランドクルーザープラドに搭載されたものから、排気側にも可変バルブタイミング機構が追加(デュアルVVT-i化)され、大幅に出力を向上させた。これは主にバルブ形状やバルブタイミング、燃焼室形状等の細かい見直しにより、燃焼速度を向上させた結果である。また同時に耐ノック特性も改善され、出力を向上させながらレギュラーガソリン仕様となっている。

### 2GR

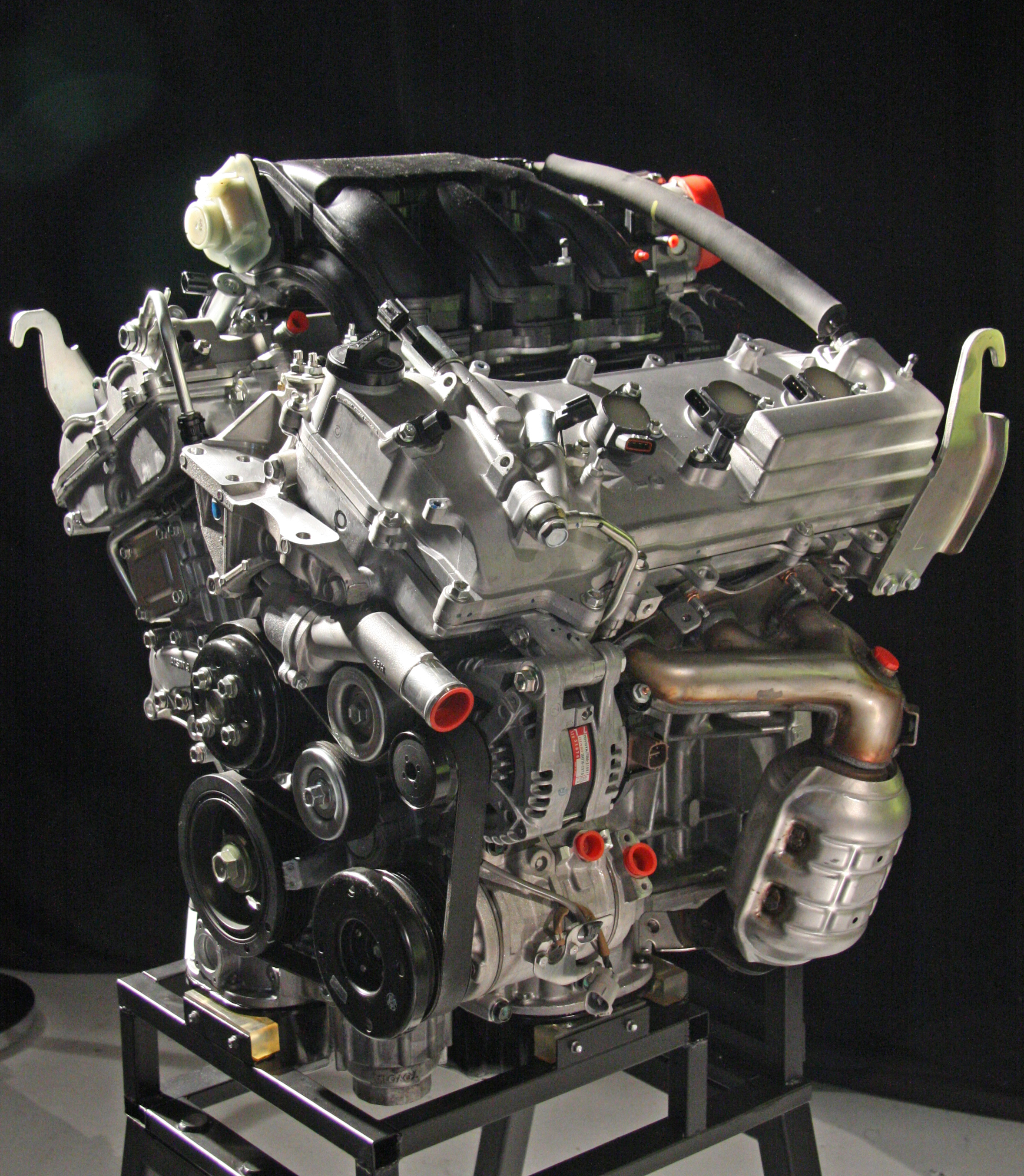
2GR-FE

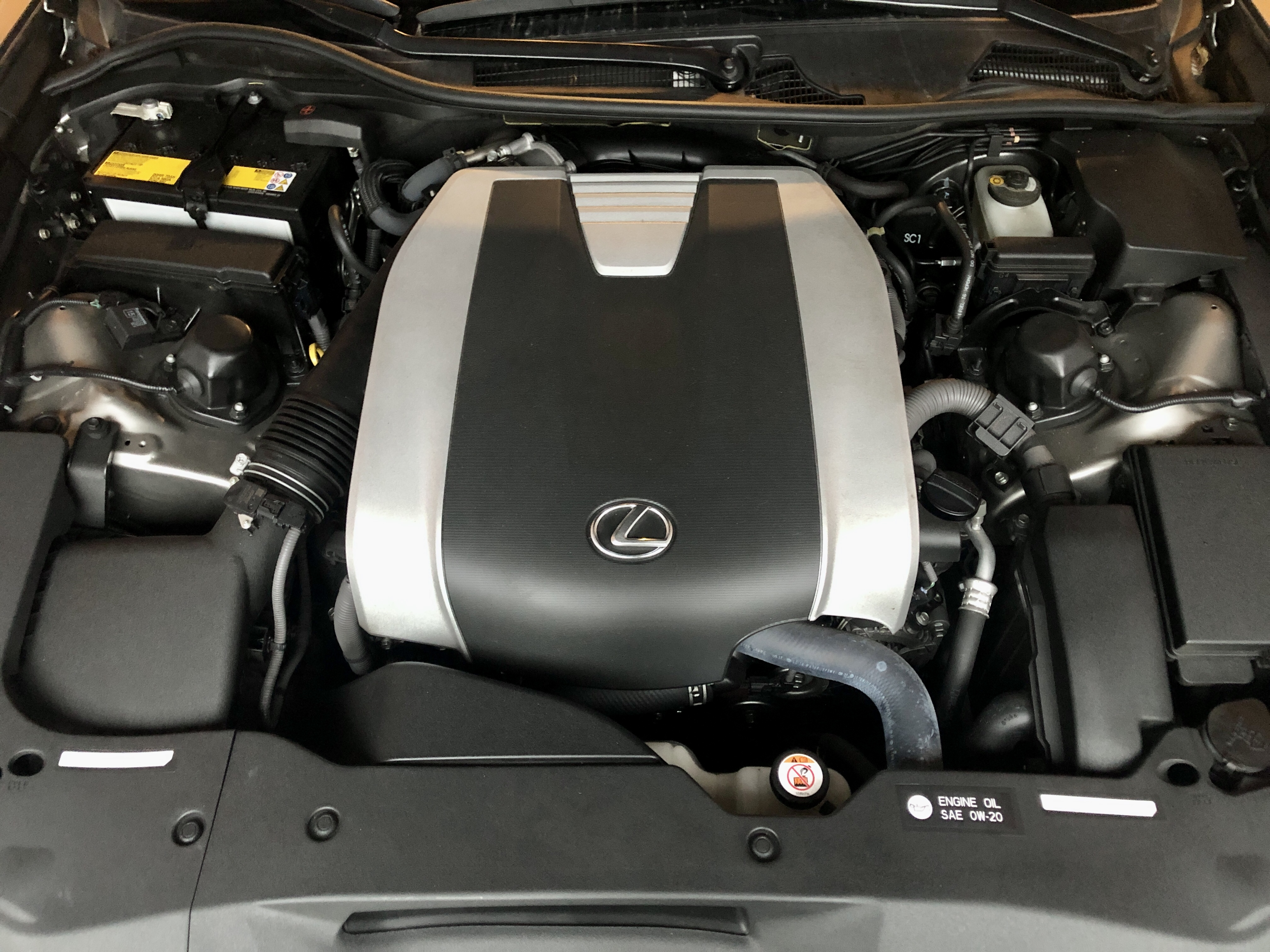
2GR-FKS

- タイプ　BEAMS V型6気筒 DOHC 24バルブ Dual VVT-i
- 排気量　3,456 cc
- 内径φ94.0 mm×行程83.0 mm
- 圧縮比　10.8

＜出力・トルク（日本仕様）＞
- (1) 206 kW (280PS) /6,200 rpm 348 Nm (35.5 kg-m) /4,700 rpm（3代目RX350）
- (2) 206 kW (280PS) /6,200 rpm 346 Nm (35.3 kg-m) /4,700 rpm（ハリアー）
- (3) 206 kW (280PS) /6,200 rpm 344 Nm (35.1 kg-m) /4,700 rpm（その他）
- (4) 206 kW (280PS) /6,400 rpm 350 Nm (35.7 kg-m) /4,660 rpm（ロータス・エヴォーラ）
- (5) 257 kW (350PS) /7,000 rpm 400 Nm (40.8 kg-m)/4,500 rpm（ロータス・エキシージ、ロータス・エヴォーラS）- スーパーチャージャーにより過給

＜搭載車種＞
- エスティマ - GSR5#W
- ハリアー - GSU3#W
- ブレイドマスター - GRE156H
- ヴァンガード - GSA33W
- マークXジオ - GGA10
- アルファード - GGH2#W
- ヴェルファイア - GGH2#W
- RAV4 （海外仕様）
- カムリ （海外仕様）
- アバロン （海外仕様）
- シエナ（海外仕様）
- ES350 （海外仕様）
- RX350 - GSU3#W・GGL1#W
- ロータス・エヴォーラ
- ロータス・エキシージ
- ロータス・エミーラ
- ハイランダー(海外仕様・～2020)

FFベースの車種に搭載するため、横置きエンジンとして設計されている。国内ではエスティマ、ハリアー（2006年 - 2008年)、ヴァンガード（2007年 - 2012年)、アルファードなどに搭載されている。
また、2008年ロンドンモーターショーで発表された、ロータス・カーズのエヴォーラには当エンジンが搭載される。
2GR-FSEで搭載されているポート噴射と直噴を併用した新燃料噴射システムD-4Sは省略され、一般的なポート噴射のみとしている。
これはさらなる軽量・コンパクト化、低コスト化、高生産性を追求した結果とみられる。
また、2GR-FSE搭載車では315馬力程度を発揮するが、2GR-FEでは一律280馬力となる。一方で燃費は大きく改善される方向にある。
組み合わされる変速機は5速、及び6速の2種類オートマチックトランスミッションである。
一部のSUPER GT・GT300クラス用マシンのエンジンとしても用いられている（例・MR-S、カローラアクシオ）。
2GR-FXE(2GR-FEベース)
- タイプ　BEAMS V型6気筒 DOHC 24バルブ Dual VVT-i
- 排気量　3,456 cc
- 内径φ94.0 mm×行程83.0 mm
- 圧縮比　12.5

＜出力・トルク（日本仕様）＞
- (1) 183 kW (249PS) /6,000 rpm 317 Nm (32.3 kg-m) /4,800 rpm（RX450h）

＜搭載車種＞
- RX450h

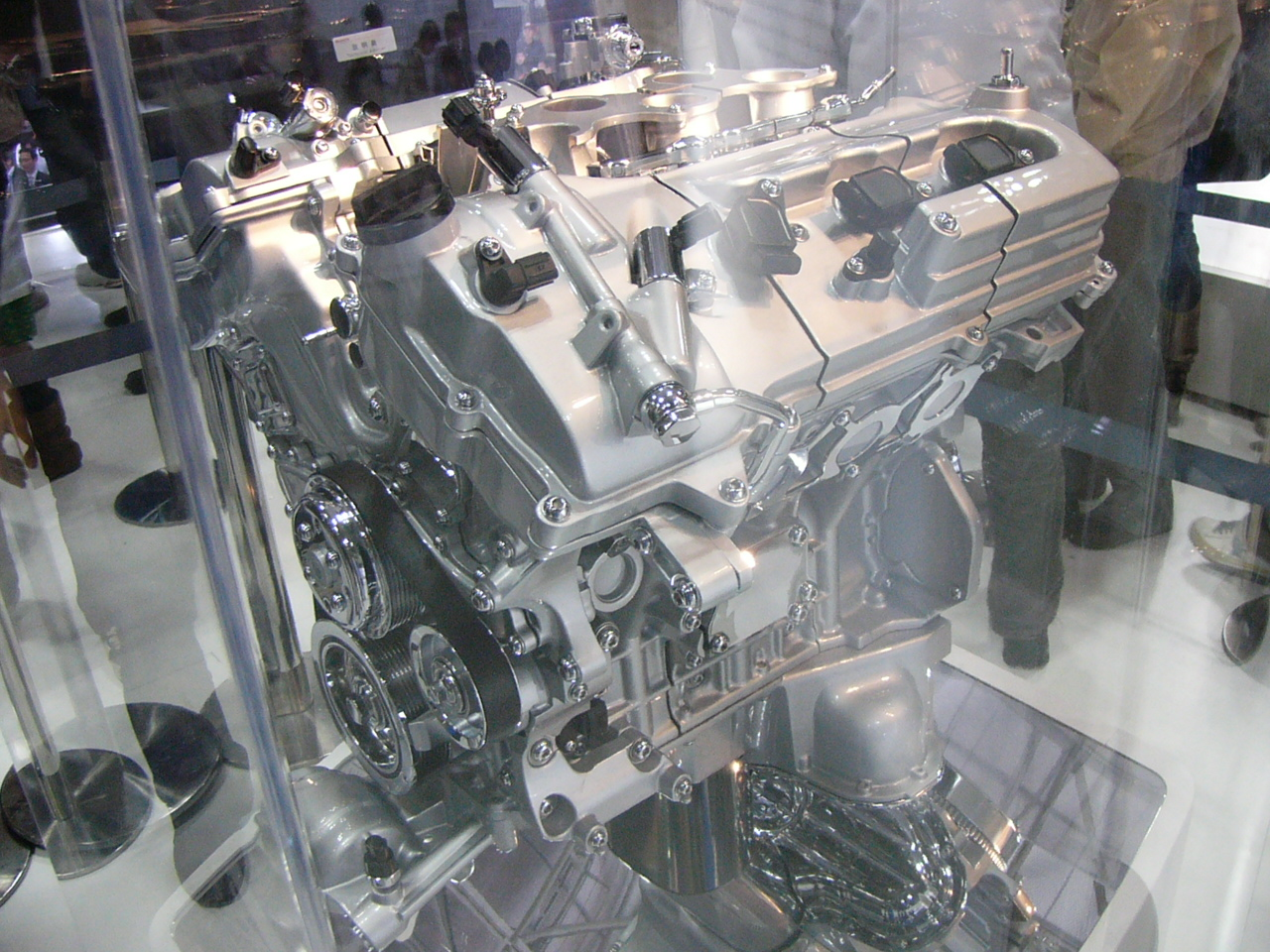
2GR-FSE
- タイプ　V型6気筒 DOHC 24バルブ Dual VVT-i (D-4S)
- 排気量　3,456 cc
- 内径φ94.0 mm×行程83.0 mm
- 圧縮比　11.8

＜出力・トルク（日本仕様）＞
- (1) 234 kW (318 PS) /6,400 rpm 380 Nm (38.7kg-m) /4,800 rpm（レクサスIS，マークX,レクサスGS(2代目)）
- (2) 232 kW (315 PS) /6,400 rpm 377 Nm (38.4 kg-m) /4,800 rpm（クラウンアスリート，レクサスGS）
- (3) 218 kW (296PS) /6,400 rpm 368 Nm (37.5 kg-m) /4,800 rpm（レクサスGS450h、クラウンハイブリッド）

＜搭載車種＞
- クラウン（アスリート） - GRS184・204・214
- クラウン（ハイブリッド） - GWS204
- クラウンパトロールカー(交通取締用仕様) - GRS214
- IS350 - GSE21
- GS350 - GRS191,GRL10・15
- GS450h - GWS191
- マークX - GRX133

筒内直接燃料噴射（D-4S）を採用したエンジン。直噴仕様となるが、いわゆる直接噴射だけではなく、ポート噴射式も併用した世界初の機構を持つエンジン。低・中回転域では状況に応じて両者を使い分け、高回転では直接噴射の燃料気化冷却により耐ノック特性を改善しながら最高回転数に至る。給・排気両側の可変バルブタイミング(デュアルVVT-i)と合わせ、すべての回転域で高トルクを確保するなど扱いやすい特性を持つ。また双方の利点を生かし、高出力、低燃費を実現している。一方、新世代エンジンでありながら可変吸気システムを持たないシンプルな機構も特徴である。これは高回転域での効率を追求した結果である。これにより高回転域においてシャープな吹け上がりと、官能的なサウンドを同時に実現している。一方でフリクションロスの徹底的な低減によりメカノイズが減少、アイドリング時のインジェクターの音が目立つなどの意見もある。
2GR-FKS(2GR-FSEベース)
＜搭載車種＞
- GS350 - GRL12・16
- RC350 - GSC10
- アルファード - GGH30・35
- ヴェルファイア - GGH30・35
- トヨタ・アバロン - GSX50
- トヨタ・ハイランダー-2020～

2GR-FXE(2GR-FSEベース)
- タイプ　BEAMS V型6気筒 DOHC 24バルブ Dual VVT-i (D-4S)
- 排気量　3,456 cc
- 内径φ94.0 mm×行程83.0 mm
- 圧縮比　13.0

＜出力・トルク（日本仕様）＞
- (1) 217 kW (295 PS) /6,000 rpm 356 Nm (36.3 kg-m) /4,500 rpm（GS450h）

＜搭載車種＞
- GS450h - GWL10
- クラウン（マジェスタシリーズ） - GWS214

2GR-FXS(2GR-FSEベース)
＜搭載車種＞
- RX450h - GYL2#
- センチュリーSUV - GRE75

### 3GR
3GR-FE

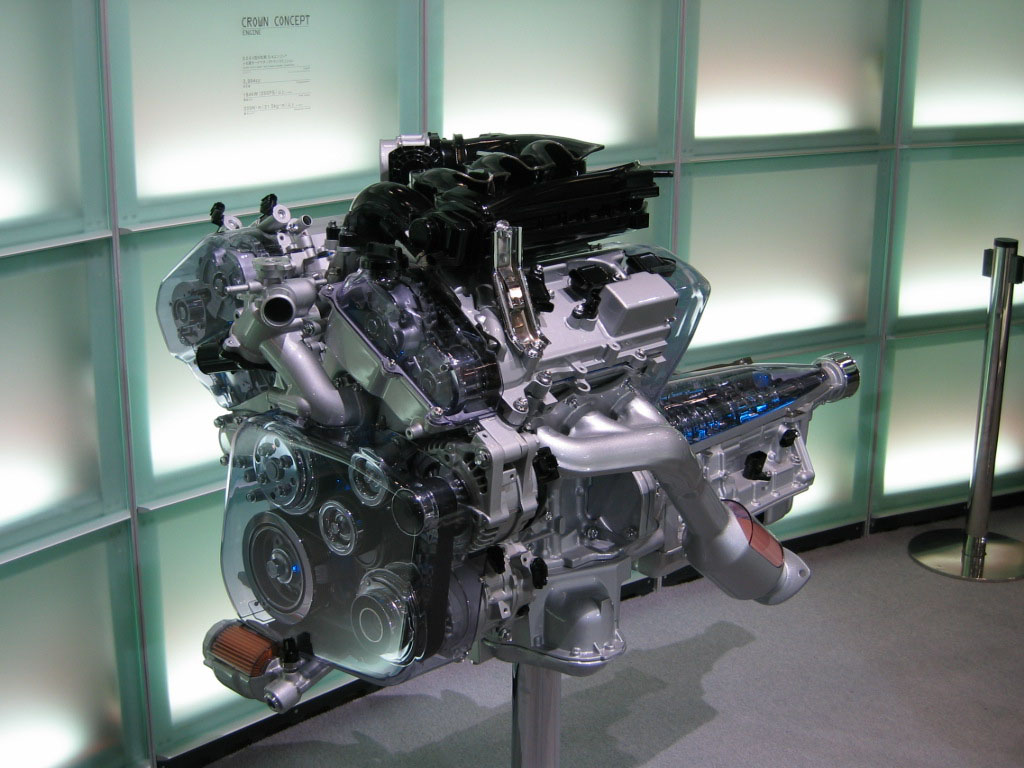
3GR-FSEのカットモデル

- タイプ V型6気筒 DOHC 24バルブ Dual VVT-i
- 排気量 2,994cc
- 内径φ87.5mm×行程83.0mm
- 圧縮比 10.5

<出力・トルク（中国仕様）>
- (1)170kW(231PS)/6,200rpm 300Nm(30.6kg-m)/4,400rpm（クラウン中国仕様）

<搭載車種>
- レイツ （マークXの中国仕様）
- クラウン （中国仕様）
- IS300 （中国・ブルネイ・中東仕様）
- GS300 （中国・東南アジア・中東仕様）
- 紅旗HQ300 （2006年から2010年まで、四代目マジェスタ（S186）ベースに、中国・紅旗自動車のリーバッジ仕様）

中国仕様のクラウンなどに搭載されるために開発されたエンジン。中国や中東など、アジア諸国で生産・販売されるため直噴仕様ではなく、生産性や整備性に優れる通常のポート噴射式に改められている。日本国内向けのパトロールカー仕様は、従前型の2JZエンジンとは異なり、市販モデルと同一のエンジンが搭載されている。よって、ポート噴射式の3GR-FE搭載のパトロールカーは存在しない。
3GR-FSE
- タイプ V型6気筒 DOHC 24バルブ Dual VVT-i (D-4)
- 排気量 2,994cc
- 内径φ87.5mm×行程83.0mm
- 圧縮比 11.5

<出力・トルク（日本仕様）>
- (1)188kW(256PS)/6,200rpm 314Nm(32.0kg-m)/3,600rpm（クラウンロイヤル）

<搭載車種>
- マークX - GRX121
- クラウン - GRS182・183（ロイヤルサルーン・前期型アスリート）・202・203（ロイヤルサルーン）
- クラウンパトロールカー（交通取締用四輪車[散光式警光灯車・反転式警光灯車]） - GRS182-AETRH（散光式） / GRS182-AETKH（反転式）
- クラウンパトロールカー（交通取締用四輪車[散光式警光灯車・反転式警光灯車]） - GRS202-AETRH（散光式） / GRS202-AETKH（反転式）
- GS300 （北米・韓国・台湾仕様の初期型、大洋州・欧州・南アフリカ共和国仕様）

直接燃料噴射(D-4)仕様。

### 4GR

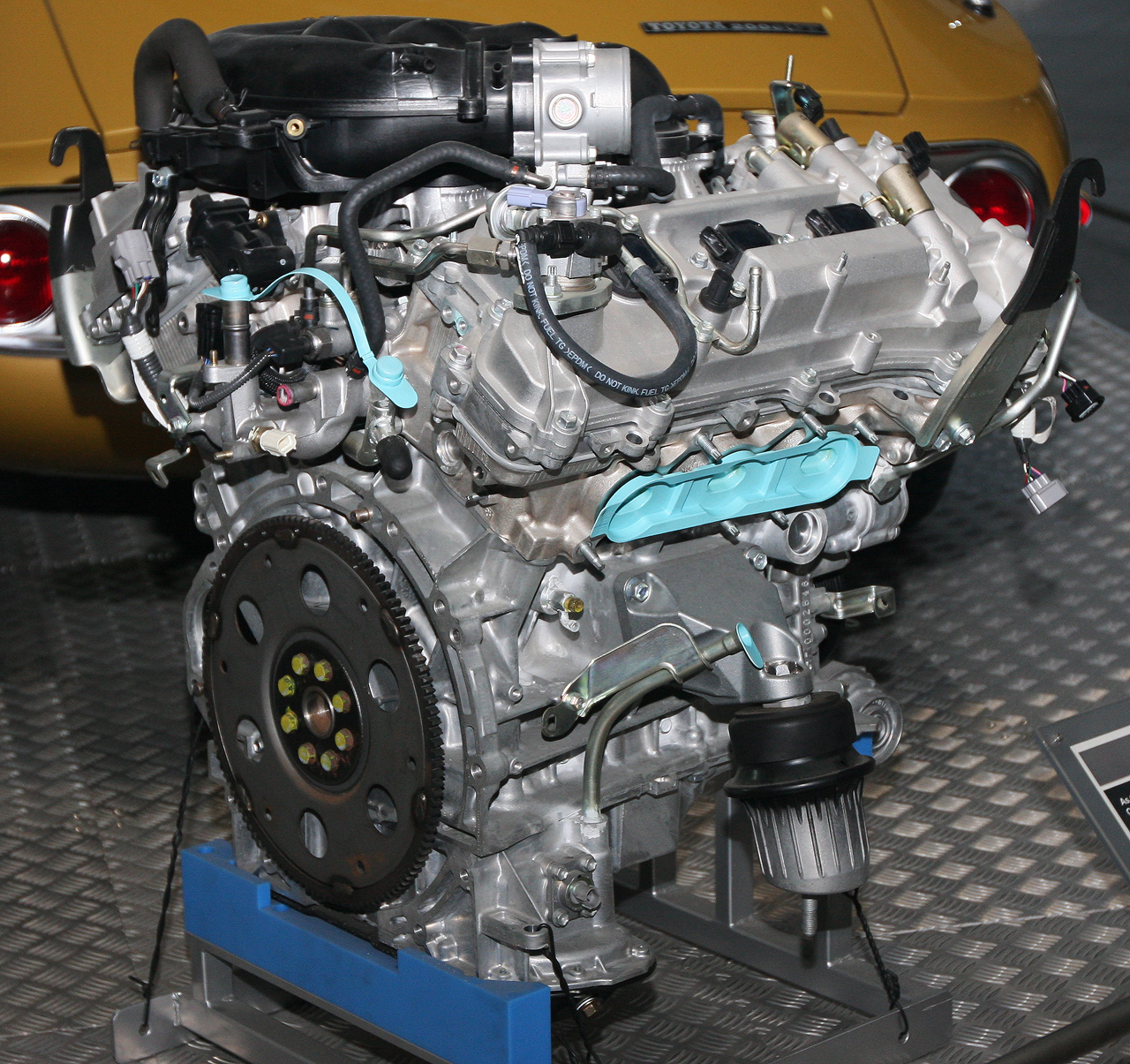
4GR-FSE
- タイプ　V型6気筒 DOHC 24バルブ Dual VVT-i (D-4)
- 排気量　2,499cc
- 内径φ83mm×行程77.0mm
- 圧縮比　12.0

＜出力・トルク（日本仕様）＞
- (1)158kW(215PS)/6,400rpm 260Nm(26.5kg-m)/3,800rpm（プレミアムガソリン仕様）
- (2)149kW(203PS)/6,400rpm 243Nm(24.8kg-m)/4,800rpm（レギュラーガソリン仕様）

＜過去の搭載車種＞
- マークX - GRX120(1)・130(2)
- クラウン - GRS180/181(1)・200/201(1・前期)(2・後期)・210/211(2・後期はロイヤルのみ)
- IS250 - GSE20・25(1)
- GS250 - GRL10(1)
- クラウンパトロールカー（昇降式警光灯付車） - GRS180(1)
- トヨタパトロールカー(13代目200系クラウンベース)（昇降式警光灯付車） - GRS200(2)
- クラウンパトロールカー（昇降式警光灯付車） - GRS210/211(2)

### 5GR
5GR-FE
- タイプ　V型6気筒 DOHC 24バルブ Dual VVT-i
- 排気量　2,497cc
- 内径φ87.5mm×行程69.2mm
- 圧縮比　10.0

＜出力・トルク（中国仕様）＞
- (1)145kW(197PS)/6,200rpm 242Nm(24.7kg-m)/4,400rpm (クラウン中国仕様)

＜搭載車種＞
- クラウン （中国仕様）- GRS188/GRS208L/GRS218L
- レイツ （マークXの中国仕様）- GRX122

4GR型と同じく2.5リットルエンジンであるが、内径×行程が異なるため、5GR型となる。これは、GR型エンジンを中国で生産するにあたり、設備上の関係で3.0リットルと内径を共通にする必要があったためである。また、3GR-FE同様、整備性や生産性の観点から、直噴を採用していない。

### 6GR
6GR-FE
- タイプ　V型6気筒 DOHC 24バルブ Dual VVT-i
- 排気量　3,955cc
- 内径φ94.0mm×行程95.0mm
- 圧縮比　10.0

＜出力・トルク（中国仕様）＞
- (1)171kW(232PS)/5,000rpm 345Nm(35.2kg-m)/4,400rpm

＜搭載車種＞
- コースター （中国仕様）- GRB53

### 7GR
7GR-FKS
- タイプ　V型6気筒 DOHC 24バルブ Dual VVT-i
- 排気量　3,456cc
- 内径φ94.0mm×行程83.0mm
- 圧縮比　11.8

＜出力・トルク（中国仕様）＞
- (206kW(280PS)/6,000rpm 365Nm(37.2kg-m)/4,500rpm

＜搭載車種＞
- ランドクルーザープラド （中国仕様）- GRJ152L
- ハイエース - GRH300

### 8GR

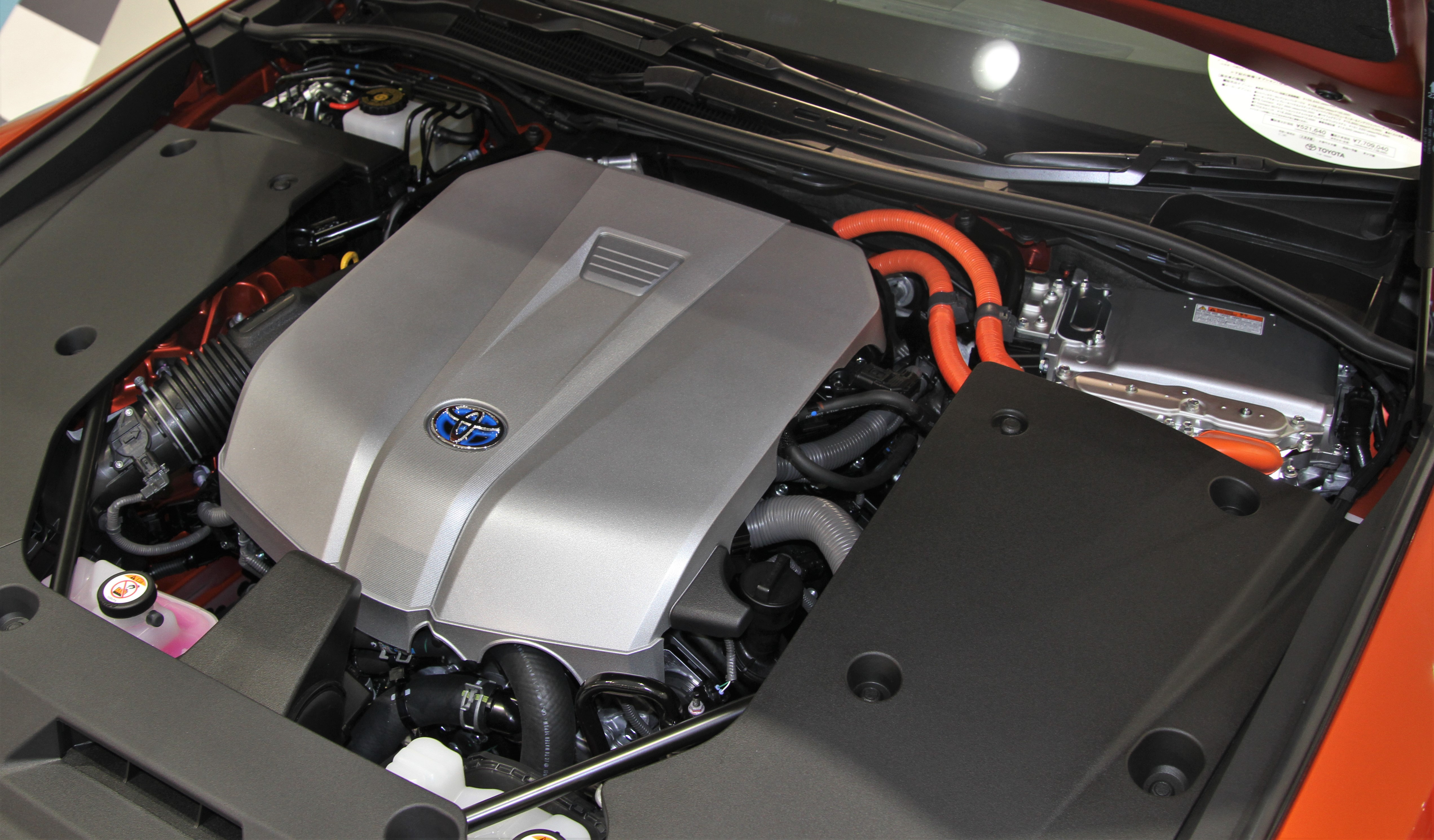
8GR-FXS
- タイプ　V型6気筒 DOHC 24バルブ Dual VVT-i D-4S
- 排気量　3,456 cc
- 内径φ94.0 mm×行程83.0 mm
- 圧縮比　13.0

＜出力・トルク＞
- (1)220 kW (299 PS)/6,600 rpm 356 Nm (36.3 kg-m)/5,100 rpm

＜搭載車種＞
- クラウン - GWS224
- LC500h - GWZ100（2017年3月 - ）
- LS500h - GVF50（2017年10月 - ）

## 搭載車種詳細

### 1GR-FE - 4.0リットル
- （初）3代目ランドクルーザープラド（GRJ120W/121W）-（120系 海外向け 国内は2005年7月から）
- （初）4ランナー/4代目ハイラックスサーフ（GRN215W）-（210系 海外向け 国内は2005年7月から）※4ランナーは海外仕様
- ハイラックス（GRN21#W）
- FJクルーザー （GSJ15W）
- ランドクルーザー70系 （GRJ7#K）
- フォーチュナー ※海外仕様
- タコマ ※海外仕様
- タンドラ ※海外仕様
- トヨタ・ランドクルーザー200 ※海外仕様

### 2GR-FE - 3.5リットル
- 3代目エスティマ（GSR5#W）
- 2代目ハリアー（GSU3#W）
- ブレイドマスター（GRE156H）
- ヴァンガード（GSA33W）
- マークXジオ（GGA10）
- 2代目アルファード（GGH2#W）
- ヴェルファイア（GGH2#W）
- RAV4（GSA33LまたはR/GSA38LまたはR）※海外仕様
- 8代目カムリ（GXV4#）※海外仕様
- 3代目アバロン（GSX30）※海外仕様
- 5代目ES350（GSV40L）※海外仕様
- 2代目RX350（GSU3#W）※海外仕様
- 3代目RX350（GGL1#W）
- ロータス・エヴォーラ
- ロータス・3-イレブン
- トヨタ・ハイランダー※海外仕様

### 2GR-FSE - 3.5リットル
- 12代目クラウン（GRS184）
- 13代目クラウン（GRS204/GWS204）
- 14代目クラウン（GRS214）
- RC350 (2014-2017)
- 2代目IS350（GSE21）(2013-2017)
- 3代目GS350/GS450h（GRS190/GWS190）
- 4代目GS350（GRL10・15）(2012-2015)
- 2代目マークX（GRX133)

### 2GR-FKS - 3.5リットル
- 4代目GS350（GRL12・16）(2015-  )
- RC350 (2017- )
- IS350 (2017- )
- 3代目タコマ　（北米専売　2016年式～）
- 3代目アルファード（GGH3#)(2018-2023）
- ヴェルファイア（GGH3#)(2018-2023）
- 2代目グランビア(中東仕様 2019年式～)

### 2GR-FXE - 3.5リットル
- 4代目GS450h（GWL10）
- 3代目 レクサス・RX450h
- 6代目クラウン　マジェスタ（GWS214）

### 2GR-FXS - 3.5リットル
- 4代目RX450h（GYL2#）

### 3GR-FE - 3.0リットル
- （初）12代目クラウン ※中国仕様（GRS182）
- 13代目クラウン ※中国仕様（GRS202L）
- レイツ ※マークXの中国仕様
- IS300 ※中国・ブルネイ・中東仕様
- 3代目GS300 ※中国・東南アジア・中東仕様
- 紅旗HQ300 ※2006年から2010年まで、四代目マジェスタ（S186）ベースに、中国・紅旗自動車のリーバッジ仕様（CA7300N3）

### 3GR-FSE - 3.0リットル
- 初代マークX（GRX121）
- （初）12代目クラウン（GRS182/183）
- （初）12代目クラウンパトロールカー（GRS182）
- 13代目クラウン（GRS202/203）
- 3代目GS300（GRS191）※一部の海外仕様

### 4GR-FSE - 2.5リットル
- 初代マークX（GRX120/125）
- 2代目マークX（GRX130/135）
- （初）12代目クラウン（GRS180/181）
- （初）12代目クラウンパトロールカー（GRS180）
- 13代目クラウン（GRS200/201）
- 14代目クラウン（GRS210/211）
- 2代目・3代目IS250（2013～2016MCまで）
- 3代目GS250（2012～2015MCまで）

### 5GR-FE - 2.5リットル
- （初）12代目クラウン ※中国仕様（GRS188）
- 13代目クラウン ※中国仕様（GRS208L）
- 14代目クラウン ※中国仕様（GRS218L），2015年式初期型のみ

### 6GR-FE - 4.0リットル
- （初）3代目コースター ※中国仕様

### 7GR-FKS - 3.5リットル
- 4代目ランドクルーザープラド（GRJ152L）※中国仕様
- 6代目ハイエース（GRH300）

### 8GR-FXS - 3.5リットル
- （初）LC500h（GWZ100）
- LS500h（GVF5#）
- 15代目クラウン（GWS224）